# Сима Шао
Сима Шао (спрощ.: 司馬紹; піньїнь: Sima Shao; 299 —18 жовтня 325) — 6-й імператор династії Цзінь і 2-й володар епохи Східна Цзінь у 323–325 роках.

## Життєпис

### Молоді роки
Походив з імператорського роду Сима. Був сином Сима Жуя, князя Лан'є (майбутнього імператора Юань-ді). Молоді роки проводив поряд із батьком. 311 року Сима Жуй призначив сина військовим комендантом міста Гуаньлін. 316 року за підтримки впливового високопосадовця Ван Дао став спадкоємцем батька, а від 318 року (після того, як 317 року Сима Жуй став імператором) Сима Шао визнали майбутнім спадкоємцем трону.
Сима Шао намагався оточити себе тямущими людьми, а також налагодити стосунки з впливовими родами держави. 322 року під час заколоту військовика Ван Дуна проти батька під впливом радників не виступив на підтримку імператора. Тому деякий час Сима Шао вважали за спільника Ван Дуна. Після смерті Сима Жуя 323 року новим імператором став Сима Шао під іменем Мінь-ді.

### Володарювання
Від самого початку новий імператор стикнувся з проблемою існування впливового роду Ван на чолі із Ван Дуном. Останній, готуючись відібрати владу у Сима Шао, переніс свою ставку поближче до столиці Цзянканя — з міста Учан (сучасний Ечжоу, провінція Хубей) до Гушу (сучасний Мааньшань, провінція Аньхой). 324 року Ван Дун вирішив діяти. Проте стосовно його планів стало відомо імператорові. Брат Ван Дуна, Ван Хань, який очолював війська столичної префектури рушив на імператора. Втім, Сима Шао, завдяки викликаним з півночі військам, завдав поразки заколотникам. Слідом за цим Ван Дун помер, а його прихильників було страчено. Проте вже 18 жовтня 325 року помер сам Сима Шао.

## Родина
Дружина — Ю Венцзун
Діти:
- Сима Янь, імператор у 325—342 роках
- Сима Юе, імператор у 342—344 роках
- принцеса Нанкань
- принцеса Лулінь
- принцеса Тайпін
- принцеса Наньцзюнь